# V531 Возничего
V531 Возничего (лат. V531 Aurigae) — одиночная переменная звезда в созвездии Возничего на расстоянии (вычисленном из значения параллакса) приблизительно 11297 световых лет (около 3364 парсеков) от Солнца. Видимая звёздная величина звезды — от +15,7m до +13,6m.

## Характеристики
V531 Возничего — красная углеродная пульсирующая переменная звезда, мирида (M) спектрального класса C. Эффективная температура — около 3326 K.